# J. B. 비커스태프

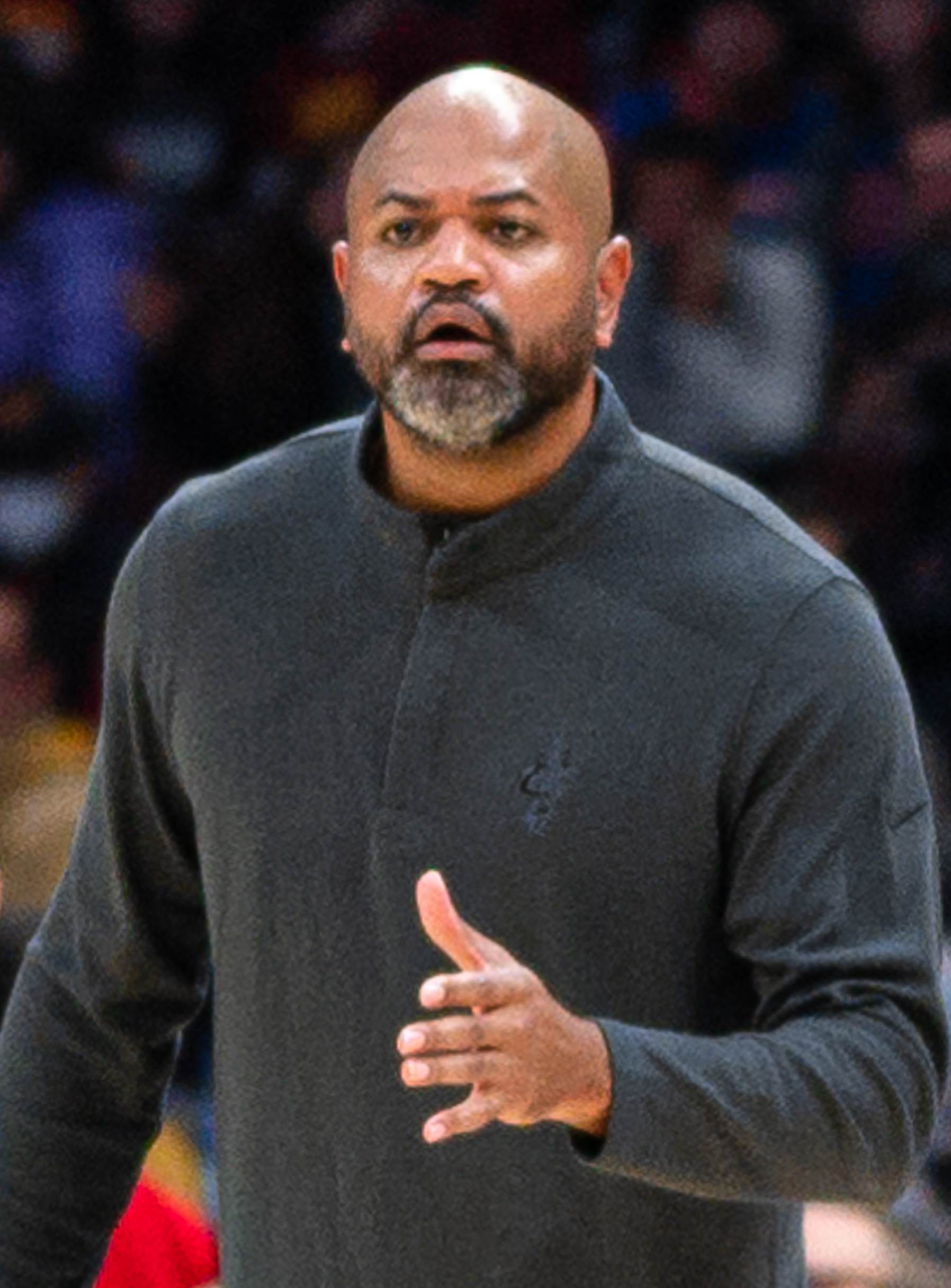
2021년 모습

J. B. 비커스태프(J. B. Bickerstaff, 본명: 존 블레어 비커스태프, John-Blair Bickerstaff, 1979년 3월 10일 ~ )는 미국 프로 농구 코치이자 현재 NBA(전미 농구 협회) 디트로이트 피스턴스의 수석 코치이다. 그 전에는 멤피스 그리즐리스와 클리블랜드 캐벌리어스의 수석 코치였으며 다른 여러 NBA 팀의 보조 코치이기도 했다.

## 대학 경력
비커스태프는 오리건주에서 처음 두 번의 대학 시즌을 보냈고 미네소타 대학교에서 경력을 마쳤다. 골든 고퍼스(Golden Gophers)의 선배로서 평균 10.9 득점과 6.1 리바운드 (농구)를 기록했다.